# Motor de disco hidráulico Dakeyne
El motor de disco hidráulico Dakeyne era un motor hidráulico de alta presión construido en el siglo XIX para alimentar una instalación para preparar lino situada en un molino en Ladygrove, Derbyshire, Inglaterra.

## Historia
En la década de 1820, los propietarios de los molinos, Edward y James Dakeyne, diseñaron y construyeron un motor de disco conocido localmente como "The Romping Lion" para hacer uso del agua a alta presión disponible cerca de su molino.
Los hermanos Dakeyne habían inventado anteriormente "The Equalinium", una máquina para la preparación de lino para hilar, y su padre Daniel Dakeyne (1733-1819) obtuvo una patente para este dispositivo en 1794. A menudo se dice que Edward y James no sacaron la patente ellos mismos por ser menores en ese momento, pero en realidad tenían 23 y 21 años respectivamente.
Poco se sabe de su motor, aparte de la descripción poco clara que acompaña a la patente, que fue concedida en 1830. Sus piezas de principales se hicieron en la fundición de Morley Park cerca de Heage. La máquina pesaba 7 toneladas y generaba 35 caballos mediante un desnivel de agua de 96 pies (29,3 m).
Stephen Glover, en su nomenclátor de Derbyshire, estaba entusiasmado con las perspectivas del motor de disco, previendo su uso en todo tipo de aplicaciones, tanto domésticas como industriales, no solo como motor principal sino también como bomba. Dijo que John Dakeyne también había encargado un motor de disco para accionar los fuelles de un órgano en la residencia de la familia, Knabb House.
Se construyó un modelo más grande para drenar las minas de plomo de Alport, cerca de Youlgreave. La máquina de los Dakeyne sirvió de inspiración a otros inventores que aplicaron posteriormente su idea a motores impulsados por vapor.
La máquina en sí es difícil de describir. Frank Nixon, en su libro "La arqueología industrial de Derbyshire" (1969), comentó que:

La característica más llamativa de esta ingeniosa máquina es quizás la dificultad que experimentan quienes intentan describirla; los titulares de la patente y Stephen Glover solo lograron producir descripciones de una incomprensibilidad monumental.